# فلوریان فابر
فلوریان فابر (انگلیسی: Florian Fabre؛ زادهٔ ۴ فوریهٔ ۱۹۸۷) بازیکن فوتبال اهل فرانسه است.
از باشگاه‌هایی که در آن بازی کرده‌است می‌توان به باشگاه فوتبال نیم المپیک اشاره کرد.